# آبرة السنديان
آبرة السنديان (الاسم العلمي Biorhiza pallida)، نوع من الآبرات تركب جذور السنديان وتحدث
فيها العفص الثؤلوني الذي يصلح للدباغة ولكنه دون البلسني والدرني.